# Poliginandria
La poliginandria es un tipo de comportamiento sexual en el que dos o más machos se relacionan de forma exclusiva con dos o más hembras. Es decir el grupo de machos comparte sexualmente al grupo de hembras. Puede considerarse como una mezcla entre poliginia y poliandria. Se da en diversos grupos de vertebrados, aves, mamíferos, o peces. En ocasiones se usa poliginandria como sinónimo de promiscuidad, aunque difiere de ésta en que la poliginandria es un método cooperativo de cría por lo que ambos sexos colaboran para sacar adelante a los pollos, aunque el grado de cooperación de los machos en la cría es muy variable.
A las hembras les proporciona una mayor protección y es un seguro frente a la infertilidad de su pareja.
Se puede generar por tres procesos:
- Un macho dominante tiene varias hembras en su territorio (poliginia) y un macho beta, subordinado se une a él.
- Un macho poliándrico amplia su territorio obteniendo acceso a más hembras.
- Un macho monógamo amplia su territorio para conseguir más hembras. En este caso el beneficio es poco claro dado que el macho ya tenía asegurada su paternidad y la poliginandria le exige un esfuerzo que puede no merecer la pena.